# 추정 이론
추정 이론은 통계학과 신호 처리의 한 분야이며, 측정 또는 관찰된 자료에 기반하여 모수의 값을 추정하는 것을 다룬다. 특히 통계학에서는 통계추론으로 언급되기도 한다.

## 내용
모집단의 미지의 특정치(特定値) 즉 파라미터, 예를 들면 평균치, 표준편차, 비율 등에 관해서 그 값을 표본으로부터 추측하는 것을 추정이라 한다.  파라미터의 추정치로서는 두 가지 종류가 일반적으로 쓰인다. 하나는 점추정치(点推定値)이며, 다른 하나는 구간추정치(區間推定値)이다. 점추정치가 보다 상식적인 것이며 파라미터의 측정치로서 표본으로부터 어떤 하나의 수치가 계산되는 것이다. 가령 어떤 기계로 생산된 50개의 부품 중, 불량품의 율(率)은 그 기계로 생산되는 부품의 불량품의 하나의 점추정치이다.  이에 대해 구간추정치는 두 개의 수치로부터 결정되는 하나의 구간이며, 그 중에 파라미터의 참값(眞値)이 포함된다고 생각하는 것이다.  하나의 파라미터의 점추정치를 표본으로부터 어떻게 계산하면 좋은가. 환언하면 어떠한 통계량이 그 파라미터의 추정치로서 좋은가를 판단하는 기준으로서는 대별하면, 그 통계량의 평균에 관한 것과 분산에 관한 것 두 가지가 있다. 전자로서는 그 통계량의 평균이 추정하려고 하는 진정한 파라미터와 같다고 하는 불편성(不偏性)이 대표적인 것이다. 불편성의 성질을 갖는 추정치를 불편추정치(不偏推定値)라고 한다. 예를 들면 표본평균치는 모집단 평균치의 불편추정치이다. 통계량의 분산에 관해서는 그 통계량이 평균적으로 진정한 파라미터의 값을 준다고 하는 조건하에 분산이 작으면 작을수록 좋다고 하는 데에는 이론(異論)이 없다. 거기서 불편성을 가지고 또한 모든 불편 추정치 중에서 분산이 가장 작은 추정치를 최량불편 추정치(最良不偏推定値)라고 한다. 추정치를 도출하는 방법으로서 자주 쓰이는 것은 최소자승법과 최우법(最尤法)인데, 최우법은 이론적으로 가장 많은 장점을 갖는 방법으로 되어 있다. 최우법은 표본을 얻을 수 있는 확률을 추정하려고 하는 미지(未知)의 파라미터의 함수(函數)로 생각(이를 尤度函數라고 한다)하고, 이것이 최대가 되도록 파라미터의 값을 추정하는 방법이다.  구간추정법은 표본에서 어떤 구간(區間)을 계산하여 추정하려고 하는 파라미터의 참값을 그 구간이 내포할 확률이 어떤 값(0.95와 0.99가 흔히 쓰인다)이 되도록 하는 방법이다. 그 확률을 구간추정치(區間推定値)의 신뢰계수(信賴係數)라고 하고, 신뢰계수가 가령 0.95구간인 것을 95%의 신뢰구간(信賴區間)이라 한다. 가령 추정치의 분포가 정규분포인 경우에는, 추정치 주위에 그 표준편차의 1.96배로 폭을 붙이면 신뢰계수 95%의 구간추정이 가능하다.

## 추정이론을 사용하는 분야
- 과학적 실험의 해석
- 신호 처리
- 치료 실험
- 의견 수렴
- 품질 제어
- 통신
- 제어 이론
- 칼만 필터
- 네트워크 침입 탐지 시스템

## 추정자
아래 목록은 많이 사용되는 추정자이다.
- 최대우도 추정자
- 베이즈 추정자
- Method of moments estimators
- Cramér-Rao bound
- Minimum mean squared error (MMSE), also known as Bayes least squared error (BLSE)
- Maximum a posteriori (MAP)
- Minimum variance unbiased estimator (MVUE)
- Best linear unbiased estimator (BLUE)
- Unbiased estimators — see estimator bias.
- 입자 필터
- 마르코프 체인 몬테 카를로
- 칼만 필터
- 바이너 필터

## 같이 보기
- 탐지 이론
- 페르미 문제
- 정보 이론
- 파레토 법칙